# Metionina S-metiltransferasi
La metionina S-metiltransferasi è un enzima appartenente alla classe delle transferasi, che catalizza la seguente reazione:
S-adenosil-L-metionina + L-metionina ⇄ S-adenosil-L-omocisteina + S-metil-L-metionina
L'enzima richiede Zn2+ o Mn2+